# Noordelijke witwangdwergooruil
De noordelijke witwangdwergooruil (Ptilopsis leucotis, synoniem: Otus leucotis) is een vogel uit de familie Strigidae (uilen). De vogel komt voor in Afrika ten zuiden van de Sahara.

## Kenmerken
De noordelijke witwangdwergooruil wordt rond de 24 centimeter. Het mannetje weegt tussen de 185 en 240 gram en het vrouwtje tussen de 225 en 275 gram. De vogel heeft een korte staart en opvallende oorpluimen. 

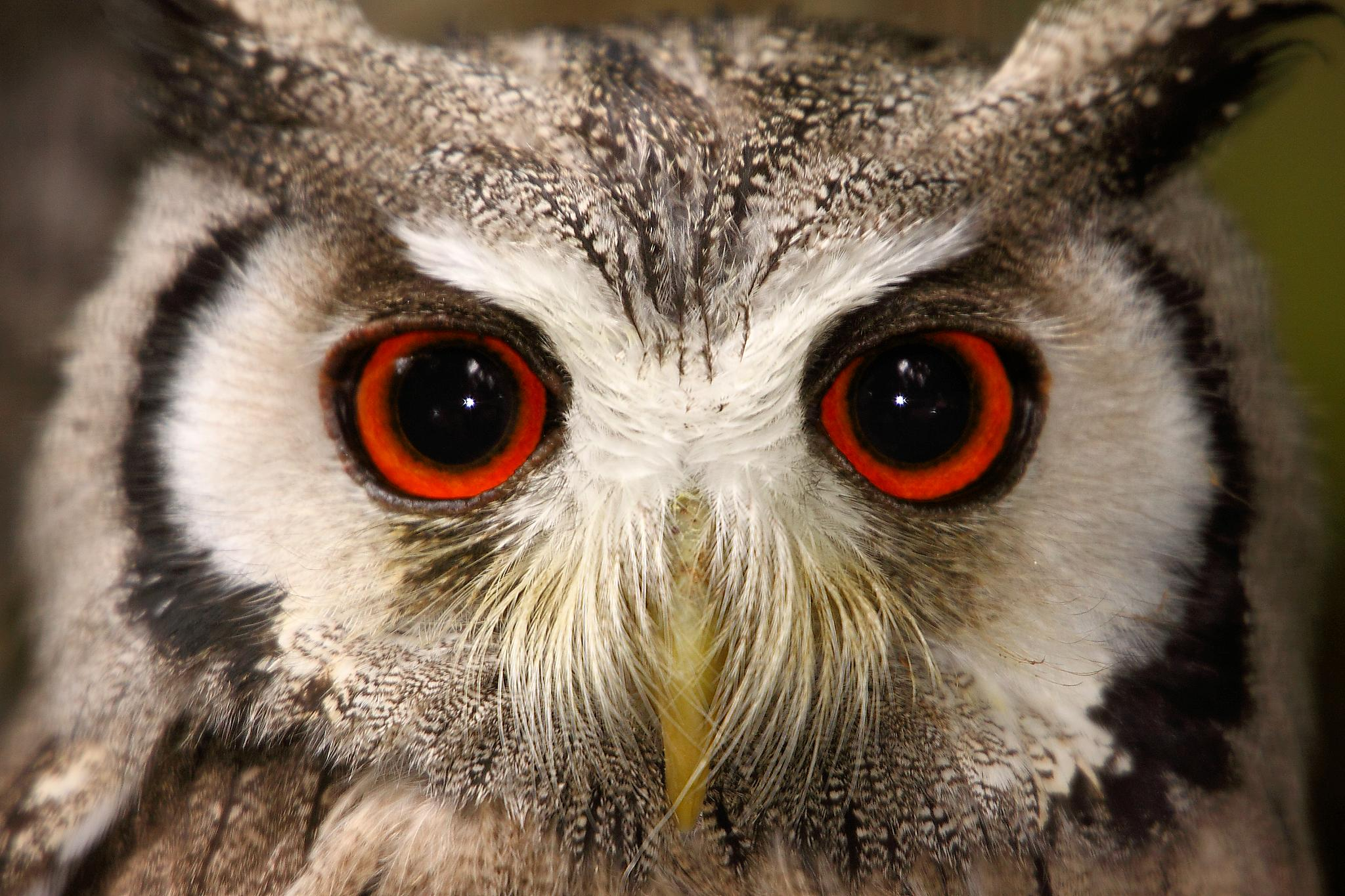
De kleur van de ogen varieert van rood tot geeloranje.

De uil is overwegend wit aan de onderzijde en wordt naar boven zacht grijs met donkere tinten. Over de rug lopen twee lijnen met witte stippen. Het witte gezicht wordt omlijst door sterk aftekenende zwarte veren. De kleur van de ogen varieert tussen oranjegeel en rood. Volwassen mannetjes en wijfjes zijn vrijwel gelijk. De juveniel is bruiner en heeft een grijsbruin gezicht.
Overwegend laat de noordelijke witwangdwergooruil een bescheiden "po-prooo" horen, met de klemtoon op de tweede lettergreep.

## Gedrag en leefwijze
De noordelijke witwangdwergooruil nestelt tussen mei en november. De twee tot vier witte, glanzende eieren worden ongeveer een maand lang uitgebroed door zowel het mannetje als het wijfje. Ook nadat de kuikens uitgekomen zijn worden ze door beide ouders gevoed en beschermd. Na vier weken beginnen de takkelingen (onvolwassen uilen die nog niet kunnen vliegen) de omgeving van hun nest te verkennen en kunnen een paar dagen later al vliegen. 
De witwangdwergooruil is net als de meeste uilen een nachtactief roofdier. Ze jagen 's nachts in hun omgeving, waarbij ze op boomtakken, kabels of andere hoge posten de omgeving afspeuren. Ze hebben een uitstekend zicht en gehoor en wanneer ze aanvallen, duiken ze geruisloos neer op hun prooi. Ze eten overwegend insecten, kleine vogels, knaagdieren en andere kleine zoogdieren. Noordelijke witwangdwergooruilen kunnen op grotere prooien jagen dan de meeste uilen.
Overdag slapen ze paarsgewijs, soms ook met andere uilen tezamen. Noordelijke witwangdwergooruilen zijn ook in steden aangetroffen, waar ze overdag in holtes van gebouwen slapen.

### Mimicry

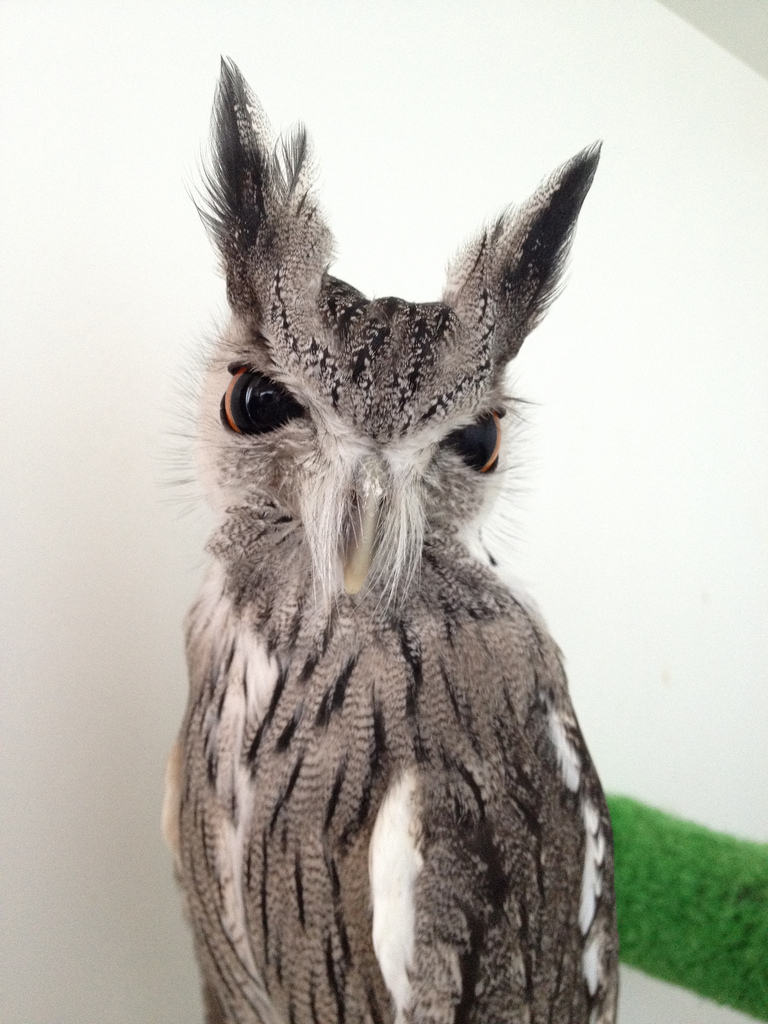
Door zich smal te maken probeert de noordelijke witwangdwergooruil op te gaan in zijn omgeving

Bij bedreiging door een wat grotere uil zet de noordelijke witwangdwergooruil zijn veren op en leunt voorwaarts, waardoor hij groter en imposanter overkomt. Wordt hij bedreigd door een veel grotere uil, doet hij echter het tegenovergestelde: hij trekt zijn veren in, rekt zich uit, vernauwt zijn ogen tot spleetjes en toont zichzelf en profile, zodat hij smaller lijkt. Biologen menen dat hij dit doet om zichzelf te camoufleren. In zijn natuurlijke leefomgeving doet de uil dit af en toe ook en is dan inderdaad nauwelijks te zien.

## Verspreiding en leefgebied
Het verspreidingsgebied is een brede band tussen de Sahara en de evenaar die over de gehele breedte van Afrika loopt, van Senegal tot Sierra Leone in het westen tot Somalië in het oosten. In het westen heeft de band een uitloper naar het zuiden door de landen Oeganda en Kenia.
Het leefgebied bestaat overwegend uit half open bosgebied zoals savanne met doornig struikgewas en bomen zoals acacia's; daar nestelen zij in verlaten nesten van andere dieren. Ze prefereren een nest in een boom, maar het komt ook voor dat ze een nest op de grond kiezen.

### Status
De grootte van de wereldpopulatie is niet gekwantificeerd. De vogel is plaatselijk algemeen, op andere plaatsen wat schaarser. Men veronderstelt dat de aantallen stabiel zijn, daarom staat hij als niet bedreigd op de Rode Lijst van de IUCN.

## Taxonomie

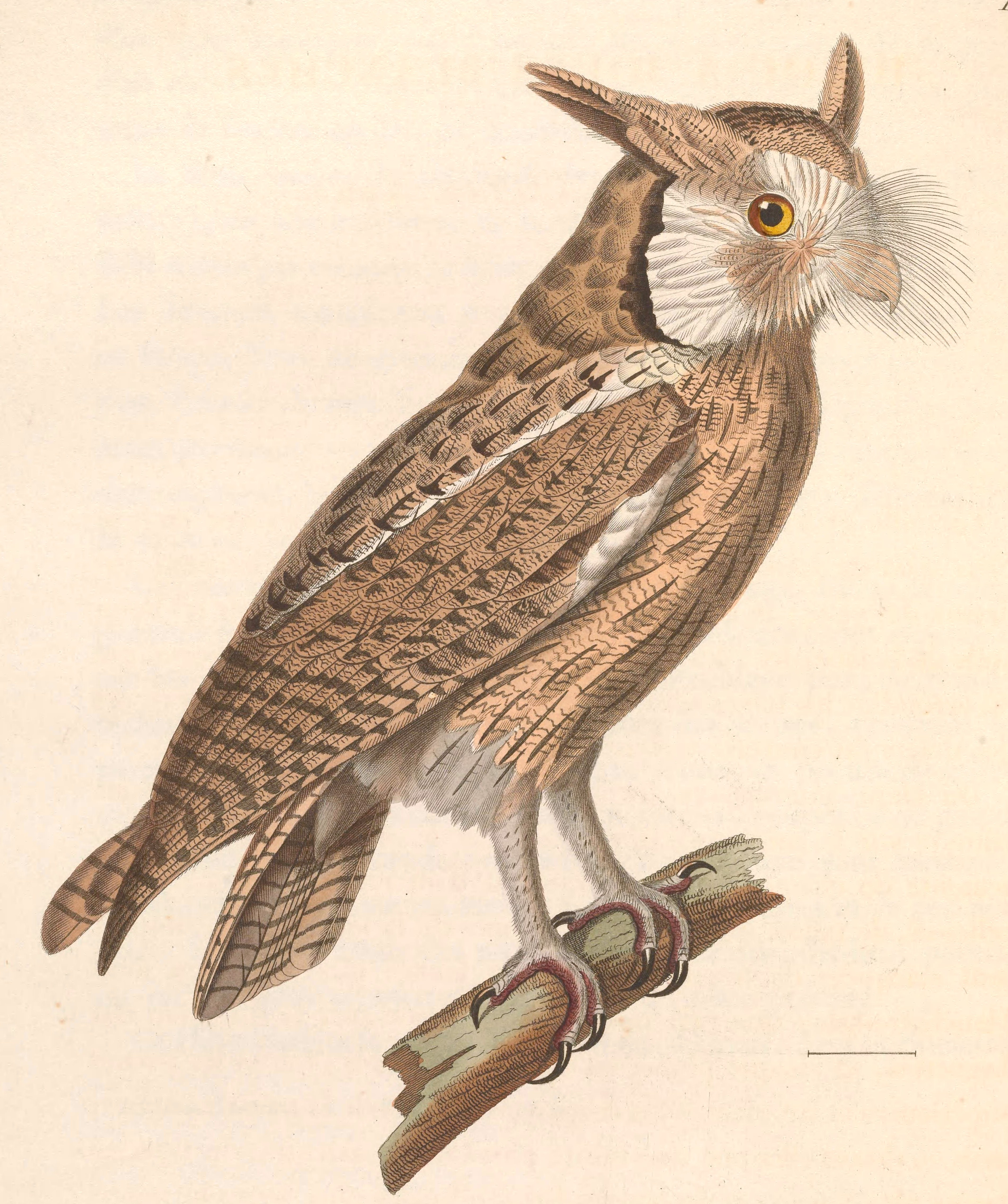
Illustratie uit Nouveau recueil de planches coloriées d'oiseaux, 1838

Deze uil kreeg in 1820 van Coenraad Jacob Temminck zijn wetenschappelijke naam (Strix leucotis). Later werd de geslachtsnaam Otus. Op de controlelijst van BirdLife International stond de vogel tot in 2014 nog als Otus leucotis, maar op de meeste andere controlelijsten zoals de IOC World Bird List staat de uil sinds de eeuwwisseling als Ptilopsis leucotis. De verwante zuidelijke witwangdwergooruil (P. granti) wordt sindsdien als aparte soort beschouwd.